# Karsten Kohlhaas
Karsten Kohlhaas (* 4. April 1970 in Dortmund) ist ein Neurologe und ehemaliger deutscher Handballspieler. Seine Spielposition war im linken Rückraum.

## Handballkarriere
Seine aktive Karriere begann Kohlhaas beim damaligen Zweitligisten OSC Dortmund. Danach wechselte er zum Erstligisten TUSEM Essen und anschließend zum TSV Bayer Dormagen. 1996 verließ er Dormagen, um für zwei Jahre beim VfL Gummersbach zu spielen. Anschließend wechselte er zum damaligen Zweitligisten HSG Nordhorn. Mit der HSG stieg er dann 1999 in die erste Liga auf. Im Sommer 1999 fiel Kohlhaas wegen eines Achillessehnen-Teilrisses für mehrere Monate aus. Als die HSG Nordhorn 2002 in finanziellen Schwierigkeiten war, wechselte Kohlhaas zum Regionalligisten HSG Schwerte/Westhofen, wo er seine aktive Karriere 2002 beendete.
Für die deutsche Nationalmannschaft bestritt Kohlhaas 97 Länderspiele, in denen er 184 Tore erzielte.

## Berufliche Laufbahn
Karsten Kohlhaas studierte von 1990 bis 1996 parallel zum Handball Medizin in Essen und absolvierte das praktische Jahr in Köln. Später wurde er Oberarzt bei den Helios-Kliniken in Wuppertal auf der Schlaganfall-Station. Im August 2011 übernahm er die Leitung des Instituts für Neurologie und Psychiatrie am St. Elisabeth-Krankenhaus.

## Erfolge
- 1991 und 1992 DHB-Pokalsieger mit TUSEM Essen
- 6. Platz bei der WM 1993
- 5. Platz bei der WM 1999
- 7. Platz bei den Olympischen Spielen 1996 in Atlanta
- 8. Platz bei der EM 1996